# Махсуды
Махсуды, мехсуды (пушту محسود‎), масиды — одно из наиболее крупных пуштунских племён. Входят в племенное объединение карлани (каррани).

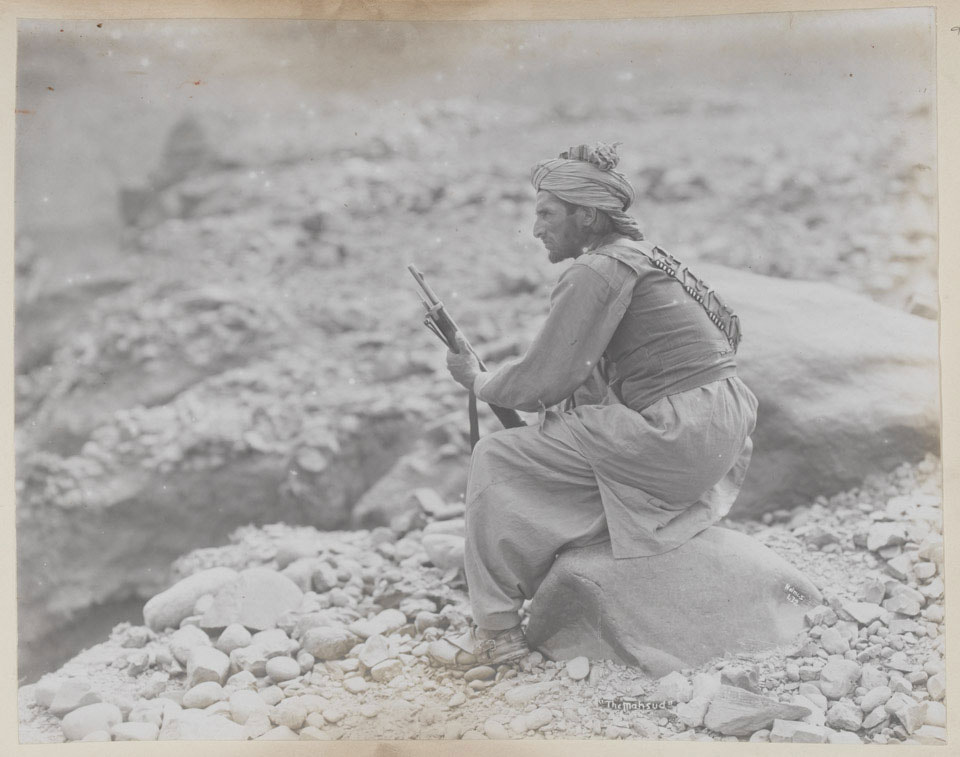
Пуштун из племени Мехсуд во время антибританской Вазиристанской войны 1919 года

Махсуды обитают в южной, гористой и малоплодородной части Вазиристана (северо-запад Пакистана). Занимаются земледелием и скотоводством. Исповедуют ислам суннитского толка. Стойко сохраняют родовой строй, пережитки матриархата, советы родовых вождей и пр. Являются наиболее непримиримым, к тому же наилучше вооружённым туземным племенем на северо-западной границе Пакистана. Вместе с вазирами махсуды считаются наиболее значительными племенами Южного Вазиристана.
Несмотря на предпринимавшийся англичанами, начиная с 1852 года, длинный и непрерывный ряд завоевательных и карательных экспедиций, махсуды чрезвычайно активно сопротивлялись колониальному порабощению. Восстание махсудов, под предводительством вождя Хония Хель, длившееся в течение всего 1937 года, потребовало применения значительного количества колониальных войск, новейшей техники и аэропланов, но не привело к окончательному покорению этого племени. К 1939 году ситуация в Вазиристане стабилизировалась, но инциденты с применением насилия происходили вплоть до 1947 года. Британцы так и не смогли установить полный контроль над этим регионом.
После раздела Британской Индии и образования Пакистана, Вазиристан был включён в Территорию племён федерального управления. Пакистанские войска было решено вывести из Зоны племён в ходе операции «Керзон» (декабрь 1947 года). В период независимости в регионе произошли значительные социальные, экономические и демографические изменения. Многие махсуды влились в современное пакистанское общество. Они занимаются военным делом, служат в регулярной армии, работают в государственных учреждениях, участвуют в предпринимательской деятельности по всей стране.
Южный Вазиристан стал домом для Техрик-е Талибан Пакистан (ТТП), где ведующую роль стали играть представители племени махсуд. Традиционно враждебные к ним вазиры стали сотрудничать с парвительством Пакистана против этой группировки. Пакистанские военные не предпринимали особых мер к ТТП вплоть до октября 2009 года, когда в результате наступления правительственных войск лидеры группировки были вынуждены покинуть регион.